# Gavias

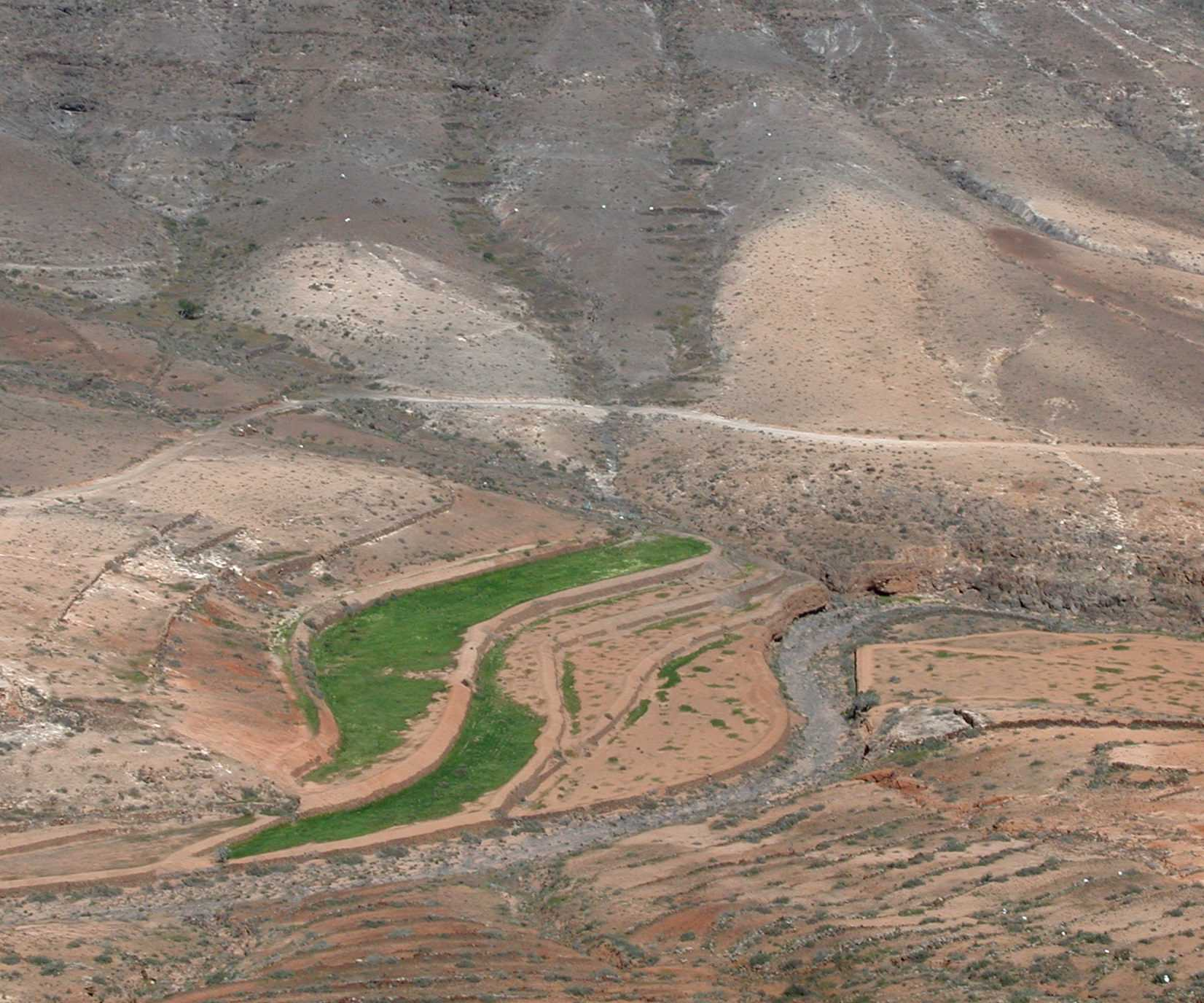
Gavias de fondo de barranco (Fuerteventura, Canarias).

Una gavia, en Canarias, es un sistema de cultivo basado en la recolección de aguas de escorrentía y su concentración en el terreno de cultivo. Se emplea en lugares áridos y llanos. 
El funcionamiento del sistema se basa en cercar, mediante muretes de tierra de entre 75 cm y 1 metro de altura, la parcela de cultivo. A estos muros se les denomina «trastones» o «testes». A través de las «tornas» el agua de escorrentía penetra en la parcela acumulándose. Cuando llega al nivel deseado comienza a salir, hacia otra gavia o hacia el cauce, a través del llamado «desagüe».
Como topónimo se encuentra en todo el archipiélago canario pero como sistema de riego en funcionamiento sólo en las islas de Fuerteventura y Lanzarote.
Las gavias permiten la producción en zonas áridas donde de otra manera sería imposible obtener producciones agrarias. Los principales cultivos tradicionales eran los cereales y granos (lentejas, garbanzos…); en los trastones, y para mejorar su estabilidad se plantan árboles frutales (granados, algarrobos, higueras…) o silvestres (tarajales, palmeras…).
La gavias son grandes para las dimensiones usuales en Canarias, pudiendo medir desde centenares de metros cuadrados hasta parcelas de más de una hectárea. Existen sistemas semejantes en otros lugares del mundo, como los meskat de Túnez y las cajas de agua mexicanas.